# Kreuzdachbildstock (Zahlbach, Forstmeisterstraße)

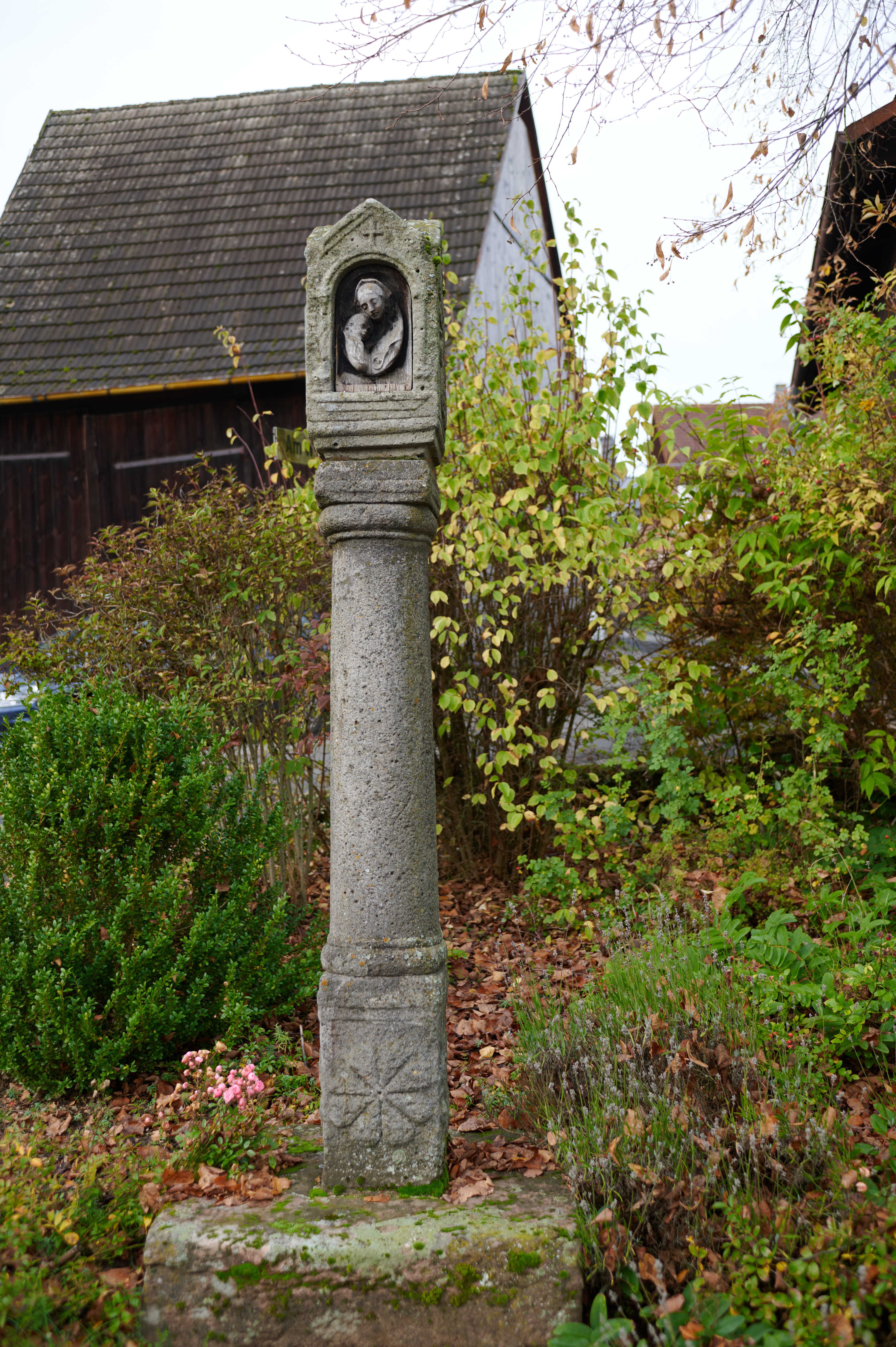
Bildstock, Zahlbach, Forstmeisterstraße

Der Kreuzdachbildstock Forstmeisterstraße ist ein Flurdenkmal in Zahlbach, einem Gemeindeteil im Markt Burkardroth im unterfränkischen Landkreis Bad Kissingen. Der Bildstock gehört zu den Baudenkmälern von Burkardroth und ist unter der Nummer D-6-72-117-130 in der Bayerischen Denkmalliste registriert.

## Beschreibung
Der Kreuzdachbildstock ist 234 cm hoch, besteht aus grauem Sandstein und entstand im Jahr 1673.
Der Bildstock stand ehemals an der Grenze zwischen den Gemeinden Zahlbach und Waldfenster nahe der B286, einen Kilometer von Waldfenster entfernt, wo der Zahlbacher Gemeindewald an die B286 angrenzt (Fl.-Nr. 1874). Im Jahr 1985 wurde er nach Zahlbach in die Forstmeisterstraße an die Bushaltestelle bei der Abzweigung „Am Weglein“ umgesetzt.
Der Bildstock besteht aus einem Fundament, einem Sockelschaft und einem darauf stehenden Kreuzdachhaus in gestalteter Anlage. Auf dem 24 cm hohen Fundamentquader mit den Abmessungen 82 cm × 80 cm befinden sich ein 144 cm hoher Sockelschaft, ein 44 cm hoher Sockel mit den Abmessungen 25 cm × 25 cm, ein 100 cm hoher Schaft, eine Rundsäule mit einem Durchmesser von 20 cm unten und 19 cm oben, eine Basiswulst 6 cm, ein Basisring 1 cm, ein Kapitellring 1 cm, eine Kapitellwulst 5 cm. Eine 9 cm hohe Kapitellplatte mit den Maßen 25 cm × 25 cm ist sekundär eingeschoben. Darauf befindet sich das 57 cm hohe Kreuzdachhaus mit den Abmessungen 27 cm × 28 cm.
Die Kreuzdachhauszier besteht aus:
a) einer Bildnische, die bis zur Umsetzung im Pilasterrahmen leer war, fünf alte Befestigungslöcher. Nun befindet sich an dieser Stelle ein Madonnenmotiv.

b) links befindet sich ein gegenständiges Lilienornament mit 5-Spiralenzier

c) rechts befindet sich ein Leierornament

d) an der Rückseite befindet sich eine sekundär eingeschlagene Bildnische (jetzt gefüllt mit dem Holzrelief des Kreuztragenden) und zerstörte die alte Inschrift. Das Kreuzdachhaus und der Schaftsockel gehören zeitlich nicht zusammen, wurden als schon mal aus unbekannte Gründen an den alten Standort Fl.-Nr. 1874 versetzt.

Die vorhandene Restinschrift in lateinischen Großbuchstaben lautet:
....1673

MIc.. EL. Vo(?)

B.RK.

HA.........EN

BI.........CH

GO........REN

.L....N

.MACHEN
Der Rekonstruktionsversuch lautet:

„1673

MICHAEL VoL

BVRKARDROT

HAT DIESEN

BILDSTOCH

GOTTZVEHREN

LASSEN

MACHEN“

Die Sockelzier besteht aus:
a) an der Schauseite aus einem 8-Blatt-Motiv

b) links aus einem Lilienmotiv

c) rechts einer Rosette von Waldfenster

d) an der Rückseite aus einer Rosette aus neun tropfenförmigen Blättern

Oben befinden sich ein dreigliedriges Gurtband. Das untere Gurtband wurde bei der Restaurierung in das Fundament versenkt.